# Гондуфе
Гондуфе (порт. Gondufe)  —  район (фрегезия) в Португалии,  входит в округ Виана-ду-Каштелу. Является составной частью муниципалитета  Понте-де-Лима. По старому административному делению входил в провинцию Минью. Входит в экономико-статистический  субрегион Минью-Лима, который входит в Северный регион. Население составляет 435 человек на 2001 год. Занимает площадь 6,08 км².
Покровителем района считается Архангел Михаил (порт. São Miguel). 